# Me (mitologia)
I me sono, nella mitologia sumera, delle forze impersonali che concorrono, insieme con gli Dei, a garantire l'ordine dell'universo. 
I me definiscono energie, stati o azioni create da forze Divine, capaci di mantenersi in esistenza ed in moto continuo grazie ad una forza propria, indipendente ed a sé stante.
Hanno origine divina, e descrivono le regole e le leggi divine che stanno a fondamento dell'uomo, del suo divenire e della sua civiltà.
I me erano circa cento, ma a causa dello stato di conservazione non sempre perfetto delle testimonianze a noi giunte, siamo in grado di elencarne solo meno di 70.
Nella mitologia, i me sono custoditi dal dio degli oceani Enki, il quale, in un momento di ebbrezza, li cede alla dea Inanna, nipote di Enlil, suo fratellastro e superiore a tutti gli dei sulla terra. Ella, dopo aver superato molti ostacoli, ne fa dono ai suoi protetti, gli abitanti della città di Uruk, grazie ai quali essi accrescono il benessere e la prosperità della città.
I me non sono delle regole di vita; rappresentano quell'insieme di caratteristiche che rendono il mondo quello che è. Come si vedrà infatti, essi sono indifferentemente positivi e negativi; non vogliono definire un comportamento morale, ma riunire in sé tutto ciò che costituisce l'essenza stessa delle cose e degli uomini.

Essi sono:
- La sovranità
- La divinità
- La corona sublime e permanente
- Il trono reale
- Lo scettro sublime
- Le insegne reali
- Il sublime santuario
- La dignità di Pastore
- La regalità
- La Signoria durevole
- La Signora divina (dignità sacerdotale)
- L'Ishib (dignità sacerdotale)
- Il Lumah (dignità sacerdotale)
- Il Gutig (dignità sacerdotale)
- La Verità
- La discesa agli inferi
- La risalita dagli inferi
- Il Kurgarru (sorta di eunuco)
- Il Girdabara (sorta di eunuco)
- Il Sagursag (sorta di eunuco)
- Il vessillo delle battaglie
- Il diluvio
- Le armi (?)
- I rapporti sessuali
- La prostituzione
- La Legge (?)
- La calunnia (?)
- L'Arte
- La Sala del culto
- Lo Ierodulo del cielo
- Il Gusilim (strumento musicale)
- La musica
- La funzione di anziano
- La qualità di Eroe
- Il potere
- L'ostilità
- La rettitudine
- La distruzione delle città
- La lamentazione
- Le gioie del cuore
- La menzogna
- Il paese ribelle
- La bontà
- La giustizia
- L'arte di lavorare il legno
- L'arte di lavorare i metalli
- La funzione di scriba
- Il mestiere di fabbro
- Il mestiere di conciacapelli
- Il mestiere di muratore
- Il mestiere di panieraio
- La saggezza
- L'attenzione
- La purificazione sacra
- Il rispetto
- Il terrore sacro
- Il disaccordo
- La pace
- La fatica
- La vittoria
- Il consiglio
- Il cuore turbato
- Il giudizio
- La sentenza del giudice
- Il Lilis (strumento musicale)
- L'Ub (strumento musicale)
- Il Mesi (strumento musicale)
- L'Ala (strumento musicale)